# 烟草
菸草又称普通烟草，为茄科烟草属下的一个种，是人类生产香烟的主要种植型烟草作物或栽培烟草（cultivated tobacco）。

## 历史
1493年克里斯托弗·哥伦布第一次发现新大陸，伊斯帕尼奥拉岛印第安人就向他介绍了烟草。

## 植物学研究
烟草是热带、亚热带美洲原生植物，但在全世界都有商业种植。也有作为園藝植物或野草种植。
烟草生长，需要20—30 °C（68—86 °F）气温、80至85%的空气湿度，土壤中不能有太高浓度的氮。
烟草是一种健壮的一年生小分支草本，巨大叶子最高可达2.5米（8.2英尺）。全身覆盖了短的、黏腺毛，分泌黄色黏质包含尼古丁。 

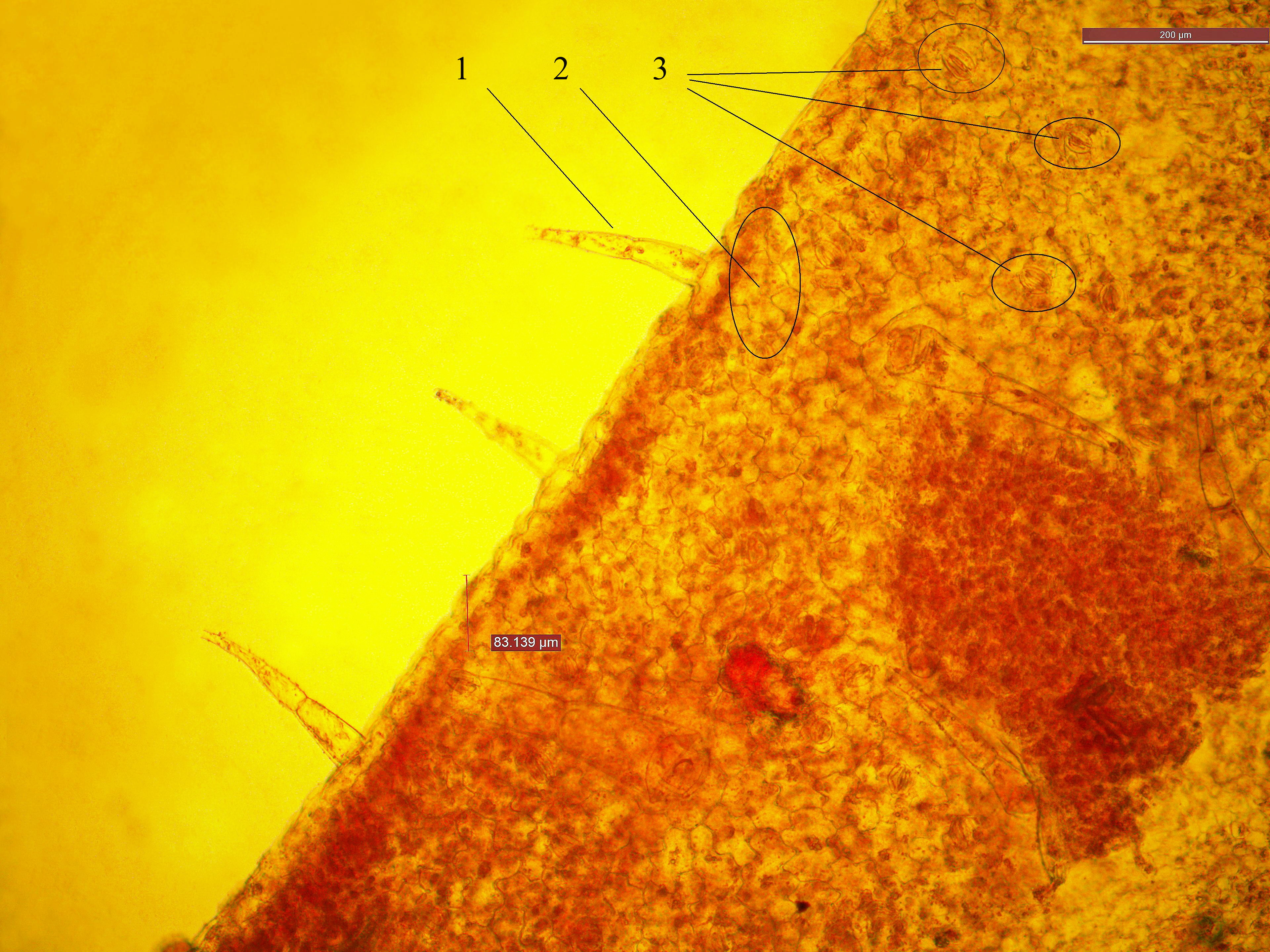
光学显微镜下的烟叶表面放大了100倍:
1. 毛状体
2. 表皮
3. 气孔

马铃薯块茎蛾，又称马铃薯麦蛾、烟潜叶蛾，是茄科的寡食性害虫，在叶子上下卵，孵化出的肉虫会吃掉叶肉。
烟草花叶病毒是人类发现的第一种病毒。

## 用途
除了种子外，全株都含有尼古丁，但其浓度受品种、土壤类型、种植与天气条件影响。叶子中含有2至8%尼古丁，以苹果酸或檸檬酸盐的形式存在。

## 植物化学
研究认为，天然烟草中的多醣（如纤维素），是烟草中乙醛的前体物质。烟叶中的多酚主要是芦丁和绿原酸。氨基酸的主要种类则包括谷氨酸、天冬酰胺、谷氨酰胺，以及γ-氨基丁酸。
吡啶生物碱在烟草中以自由基或盐类的形式存在。其中，90-95%的吡啶生物碱都是尼古丁，降烟碱和新烟草碱则是大约各占2.5%。此外，烟草中亦含有少量的毒藜碱、麦斯明、可替宁和2，3'-联吡啶等吡啶生物碱。
烟草会吸收周围土壤中的重金属离子。这些重金属离子会富集在烟草的叶中。人在使用这种烟叶做成的烟草后，这些重金属可能会被吸烟者吸收。

## 加工
烟叶收获后，需要乾燥醇化。常用方法有四種：
- 風乾（Air-Cured）：棚（well-ventilated barn）中放在架子上自然风干6至8周。低糖、高尼古丁。雪茄与白肋烟（burley tobacco）用此方法。
- 烤乾（fire curing）：在棚的地面上低度燃烧产生的烟渗入烟叶，熏烤3-10周，产生独特的芳香与口味。烟斗烟丝、嚼烟、鼻烟用此方法。
- 熱風管乾燥（Flue-Cured）：密闭的棚中（enclosed barn）用热风管加热产生的热风对流，烟叶并不直接暴露在烟雾中干燥一周。由于干燥过程迅速，烟叶变成金色、橙色、黄色。高糖，中到高的尼古丁。弗吉尼亚烟草用此方法。
- 日晒乾燥法（Sun-Cured）： 用日光和自然风干燥熟成

干燥后的烟草，手工绑扎为20张叶子的“手”（hands）或机器绑扎为更大捆的（bales），然后放置老化（aged）1至3年，以改善口味，降低苦感。

## 图片

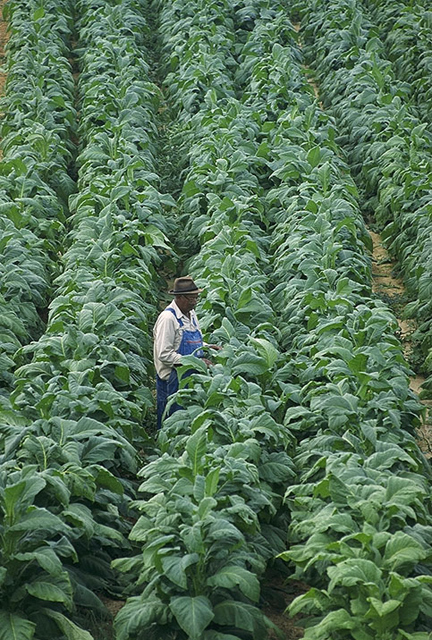
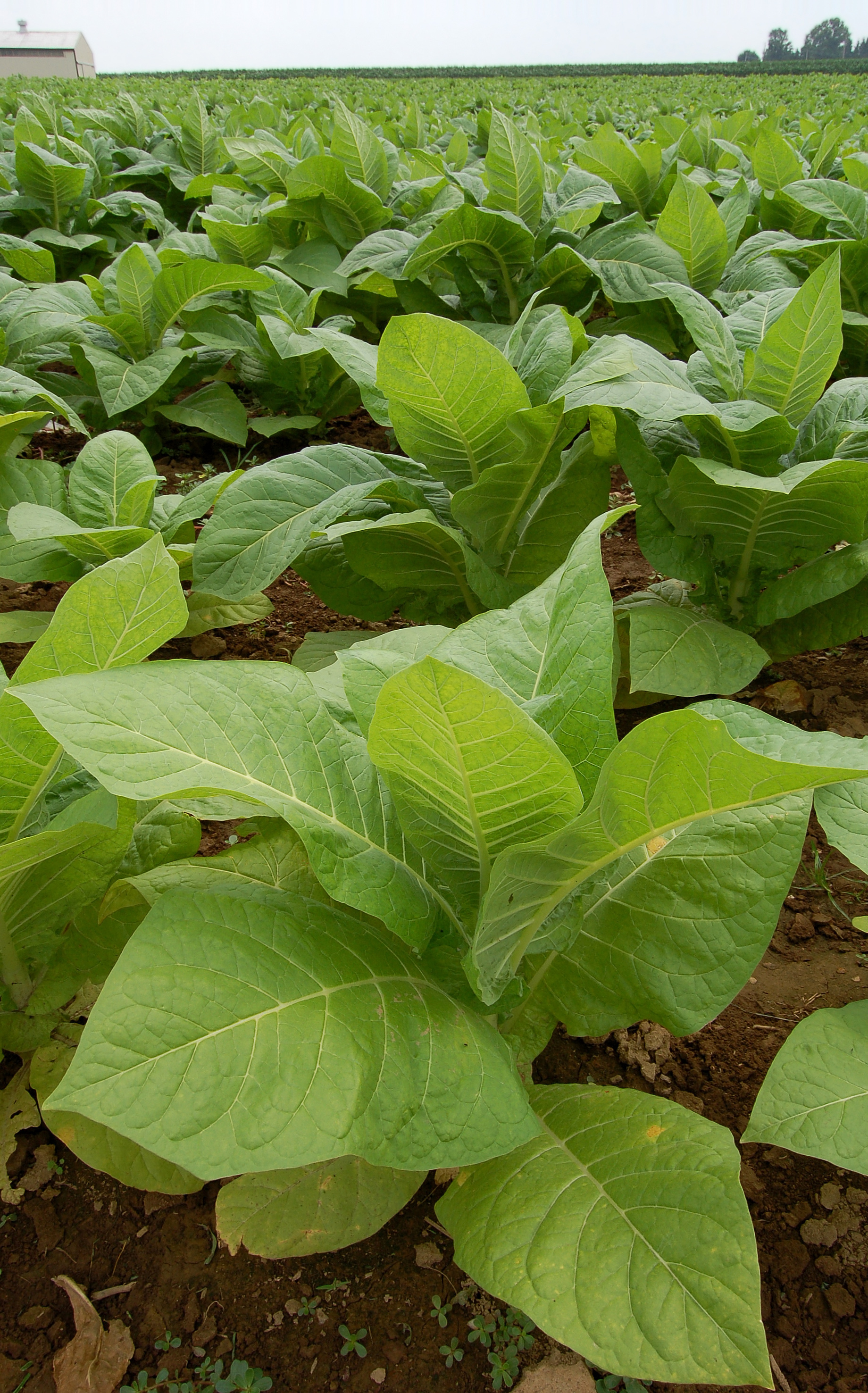
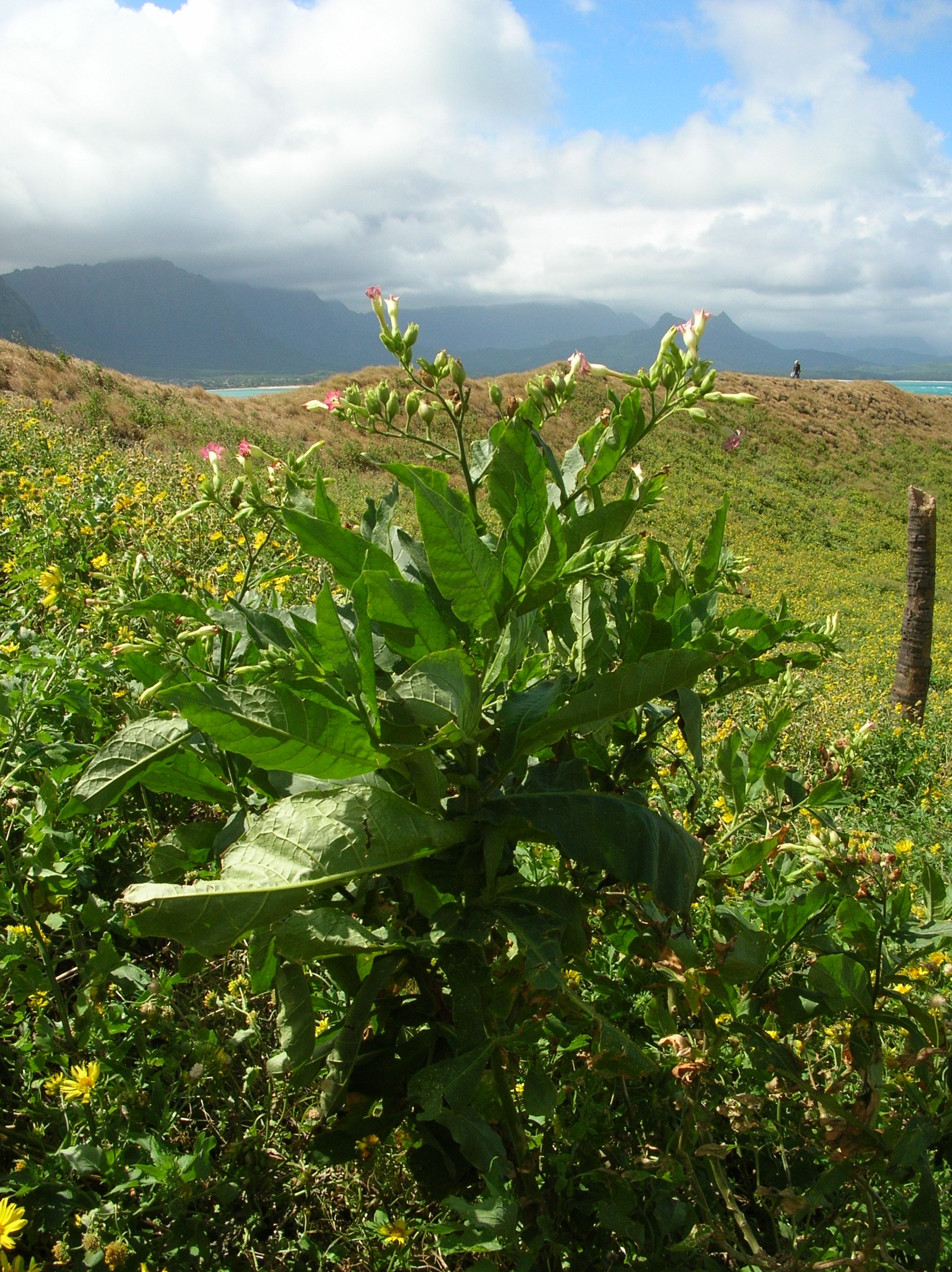
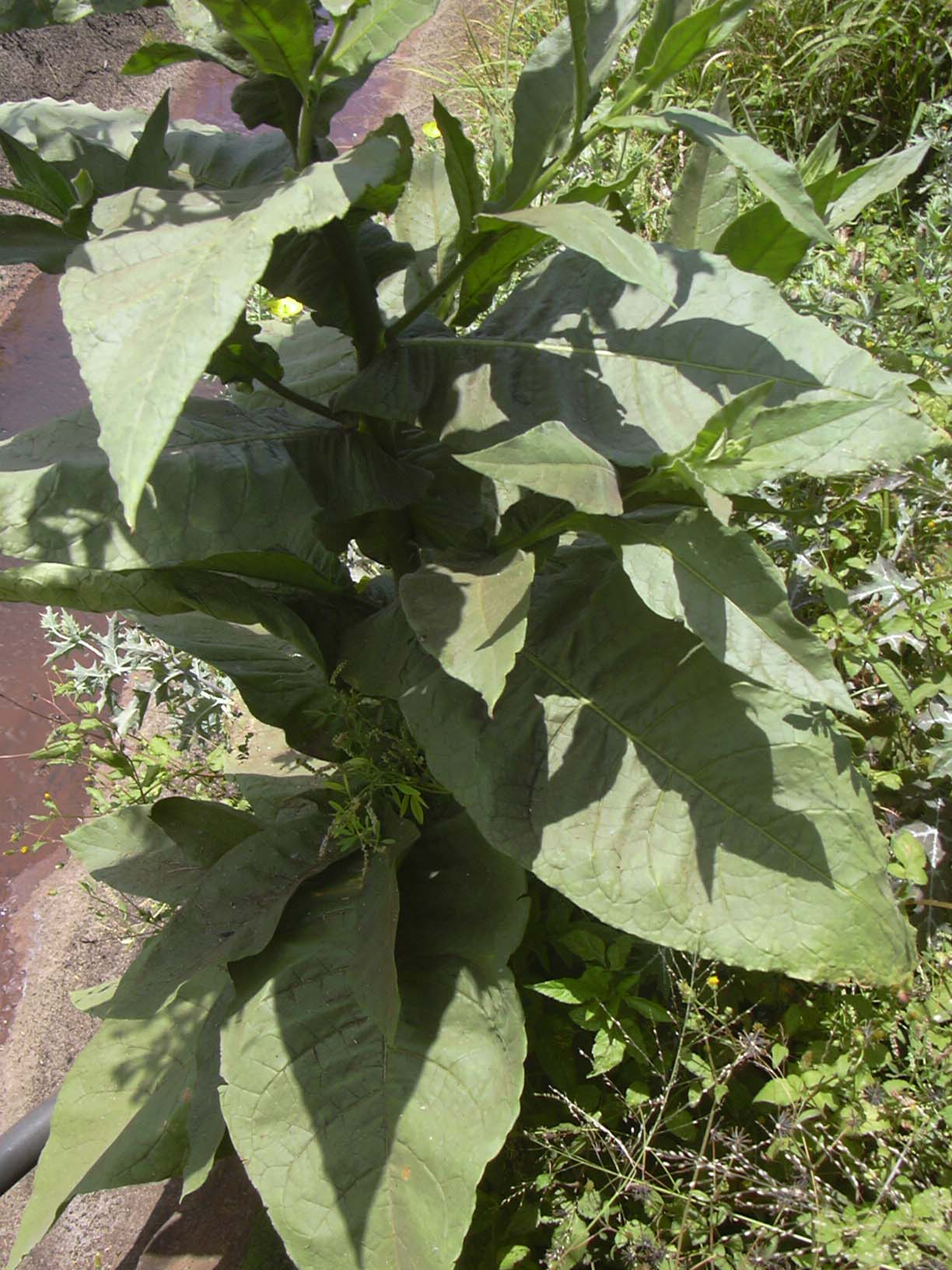
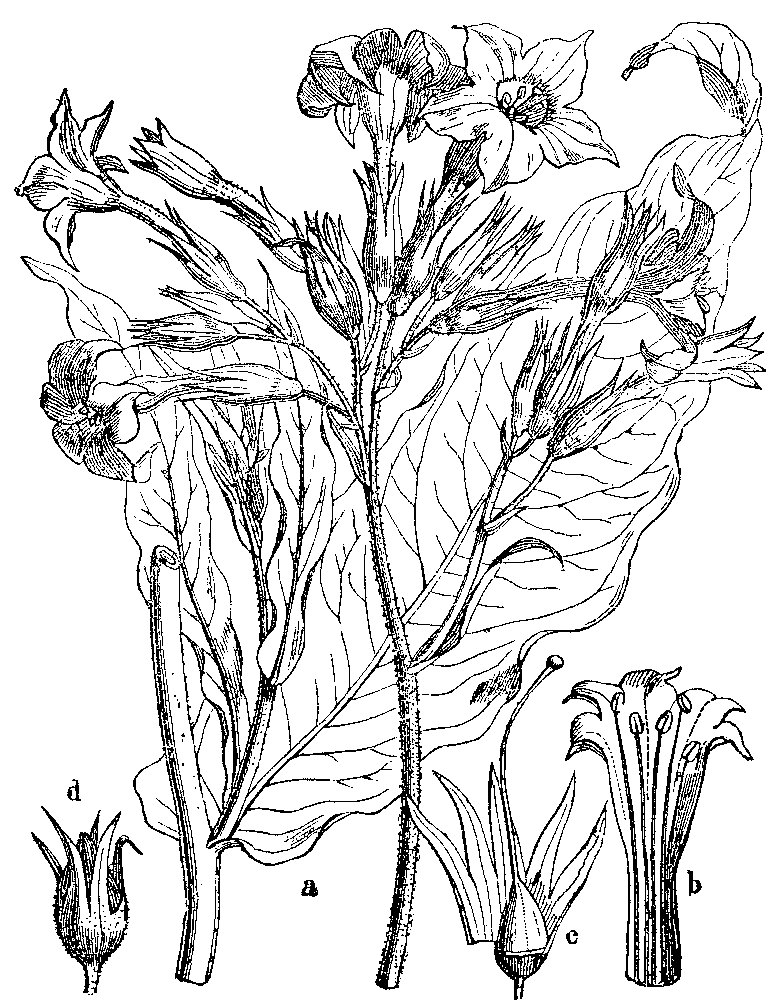
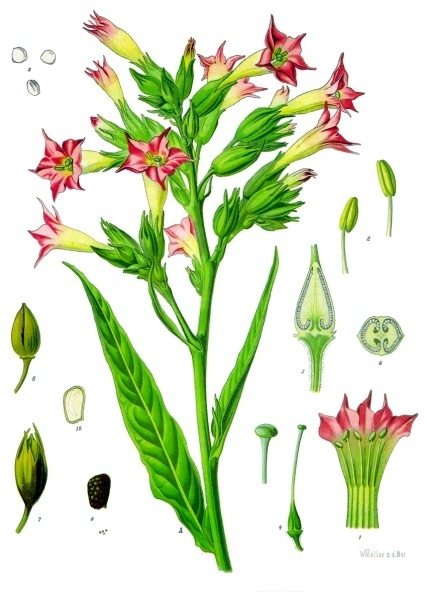
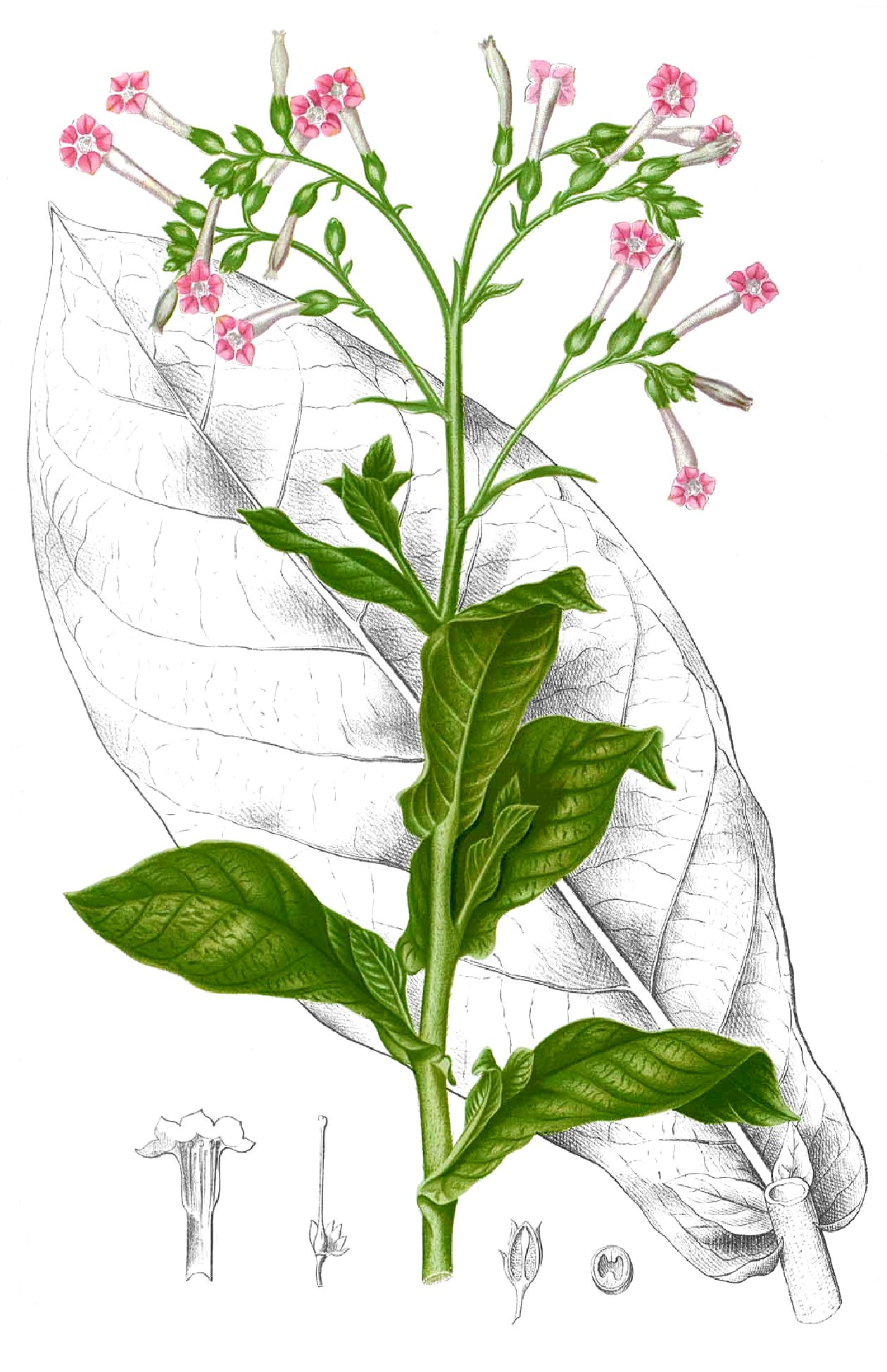
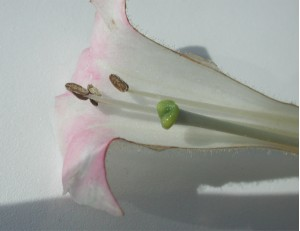

## 含有成分
菸草中含有尼古丁，是刺激人體的神經系統的成份。